# عنب الثور
عنب الثور  أو قِمَام أحمر أو عنبية (بالإنجليزية: cowberry أو lingonberry)‏ هو نوع نبات مستديم الخضرة من الفصيلة الخلنجية، له ثمار مأكولة حامضة، وهو أصيل الغابة الشمالية والتندرا القطبية.